# Politi (cognome)
Politi è un cognome di lingua italiana

## Varianti
Polito, Pulito, Puliti, Polita, Politano, Politanò, Politti, Poldi, Politelli, Del Pulito, Dal Polito, Da Politi, De Politis.

## Origine e diffusione
Politi è un cognome italiano di origine antica e la sua etimologia è riconducibile al termine greco antico polítēs (πολίτης), che significa “cittadino”. Nell’antica Grecia, il polítēs era colui che partecipava attivamente alla vita pubblica della polis, la città-stato. Il termine fu successivamente adottato in epoca bizantina e medievale per indicare persone di rango urbano o con funzioni civiche, come gli amministratori pubblici.
Il cognome si affermò in Italia nel Medioevo, probabilmente come soprannome attribuito a individui che ricoprivano incarichi pubblici, notai, giuristi o amministratori locali. In alcuni casi, potrebbe anche derivare da un’etnicità legata a Costantinopoli, la “polis” per eccellenza, oppure da un aggettivo arcaico come polito (pulito, onesto), o ancora dall’aferesi del nome Ippolito.
Il cognome Politi è diffuso principalmente nel Sud Italia, con una forte presenza in Sicilia e Calabria, ma si trovano nuclei importanti anche nel Centro-Nord, in particolare in Lombardia ed Emilia-Romagna.
Le varianti Polito e Pulito sono prevalentemente diffuse nell’Italia meridionale, con ceppi minori in Lombardia e Veneto.
La sua variante Politano è meridionale, tipica della Calabria e della Campania.
La sua Variante Poldi è prevalentemente settentrionale, con massima concentrazione in Emilia Romagna.